# Grace Elvina Hinds

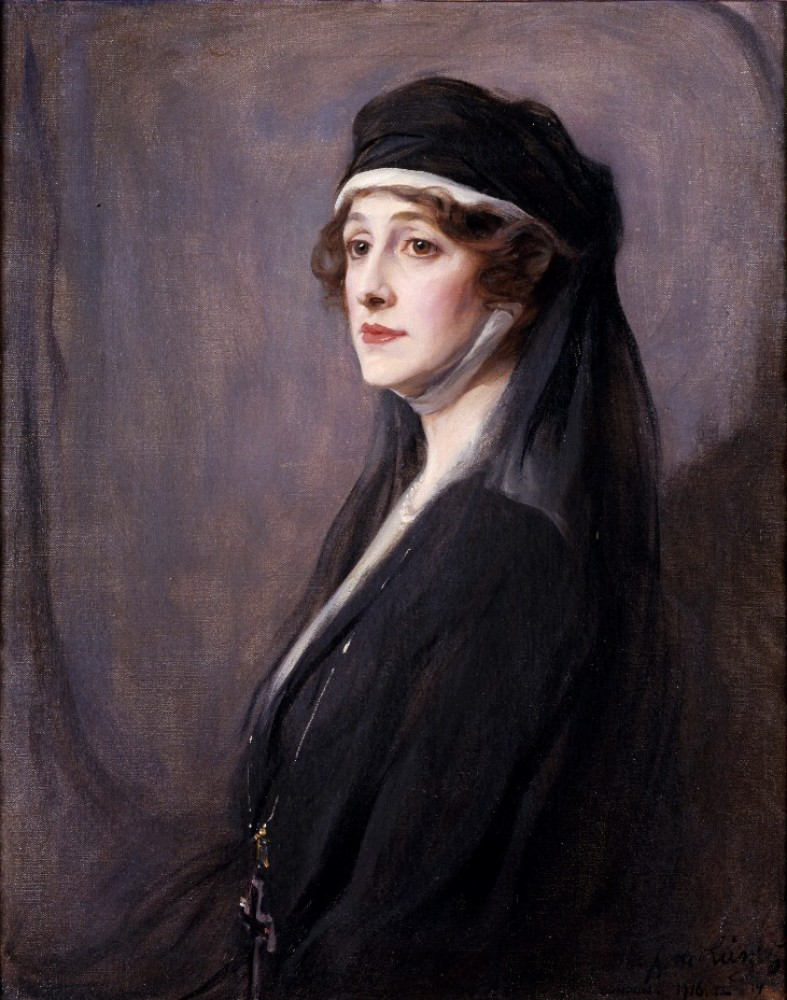
Ritratto di Grace Elvina Hinds, marchesa di Curzon di Kedleston, di Philip de László, 1916, Kedleston Hall, Derbyshire.

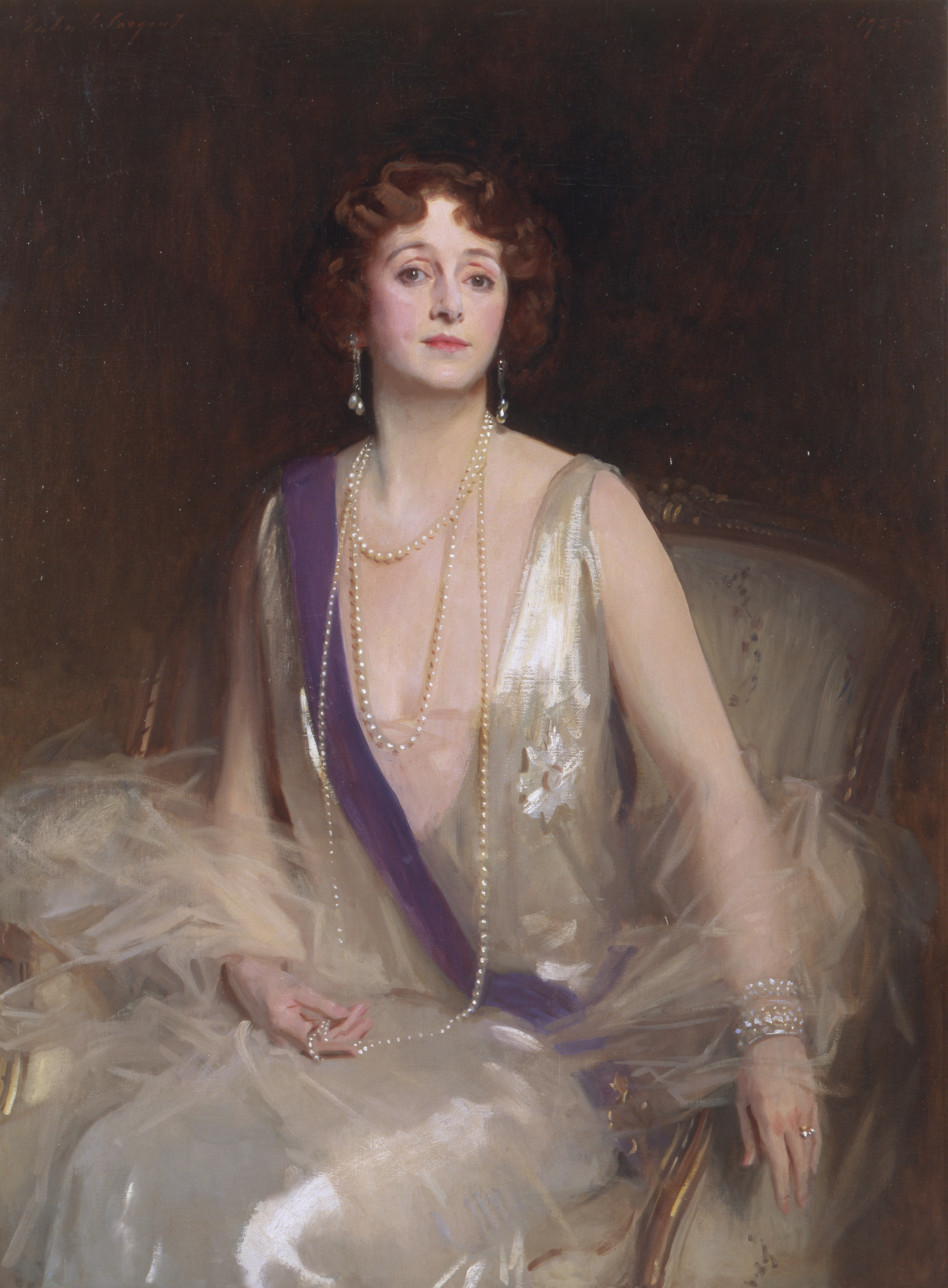
Ritratto della marchesa di Curzon di Kedleston, di John Singer Sargent, 1925, Currier Museum of Art, Manchester (New Hampshire).

Grace Elvina Hinds (14 aprile 1879 – Londra, 29 giugno 1958), era la seconda moglie di George Curzon, I marchese Curzon di Kedleston.

## Biografia
Nacque in Alabama, Stati Uniti. Era la figlia di Joseph Monroe Hinds, ambasciatore degli Stati Uniti in Brasile, e di sua moglie, Lucy Triglia. Frequentò la prestigiosa scuola per ragazze di Miss Porter a Farmington.

## Matrimoni

### Primo Matrimonio
Sposò, il 1 maggio 1902 a Buenos Aires, Alfred Hubert Duggan (1875-5 novembre 1915). La coppia ebbe tre figli:
- Alfredo Leo Duggan (1903-4 aprile 1964);
- Hubert John Duggan (1904-25 ottobre 1939), sposò Joan Moleswoth Dunn, non ebbero figli;
- Grace Lucille Marcella Duggan (23 novembre 1907-26 dicembre 1995), sposò Edward Denis Rice, ebbero due figli[2][3].

Alla morte del marito divenne una donna molto ricca e si trasferì con i suoi figli in Inghilterra dove entrò a far parte dell'alta società.
Nel 1916 fu ritratta da Philip de László in veste da infermiera. Il ritratto si trova oggi a Kedleston Hall, nel Derbyshire.

### Secondo Matrimonio
Sposò il 2 gennaio 1917, George Curzon, I marchese Curzon di Kedleston, come la seconda moglie. Nonostante le gravidanze del precedente matrimonio e i diversi aborti avuti, Grace non fu mai in grado di dare a Curzon figlio ed erede desiderava disperatamente, un fatto che ha eroso il loro matrimonio, che si è concluso con una separazione, ma non con il divorzio.
Nel 1925 fu ritratta dallo statunitense John Singer Sargent. Il quadro, l'ultimo completato dal pittore, è oggi custodito al Currier Museum of Art a Manchester, nel New Hampshire.

## Morte
Morì il 29 giugno 1958 a Londra.